# Paul Christian Lauterbur
Paul Christian Lauterbur   (Sidney, 6 de maig de 1929 - Urbana, 27 de març de 2007) fou un químic estatunidenc guardonat amb el Premi Nobel de Medicina o Fisiologia l'any 2003.

## Biografia
Va néixer el 6 de maig de 1929 a la ciutat de Sidney, població situada a l'estat nord-americà d'Ohio. Va estudiar química, física i biologia a la Case Western Reserve University, on es graduà el 1951 i posteriorment realitzà el seu doctorat a la Universitat de Pittsburgh l'any 1962, on s'especialitzà en química. L'any 1969 fou nomenat professor de química a la Universitat de l'Estat de Nova York, el 1985 de la Universitat d'Illinois, càrrec que ocupà fins a la seva jubilació l'any 1990.
Va morir d'insuficiència renal a la ciutat d'Urbana (Illinois), el 27 de març de 2007.

## Recerca científica
Impressionat pel treball de recerca de Felix Bloch i Edward Purcell sobre la Ressonància Magnètica Nuclear (RMN), investigacions per les quals foren guardonats amb el Premi Nobel de Física l'any 1952, i que permeteren poder estudiar en profunditat l'estructura de les diferents substàncies químiques, Lauterbur conjuntament amb Peter Mansfield realitzaren investigacions sobre la RMN per tal de poder-la utilitzar per reproduir imatges del cos humà, desenvolupant el que es coneix com a Magnetic resonance imaging (MRI) o Projecció d'imatges de ressonància magnètica. Lauterbur tingué la idea d'introduir gradients en el camp magnètic que permet determinar l'origen de l'ona emesa pel nucli atòmic de l'objecte de l'estudi, un procés que permet reproduir objectes en dues dimensions.
L'any 2003 fou guardonat amb el Premi Nobel de Medicina o Fisiologia, juntament amb Peter Mansfield, pel desenvolupament de la projecció d'imatges de ressonància magnètica.